# Corrin (Fire Emblem)
Corrin (カムイ, Kamui) est un personnage issu de la franchise de jeux vidéo Fire Emblem. Il apparaît dans le quatorzième volet de la série, Fire Emblem Fates, sorti sur Nintendo 3DS en 2015. Avatar personnalisable du joueur, c'est un prince ou princesse au destin tragique tiraillé entre sa famille d'origine, la famille royale d'Hoshido, et sa famille d'adoption, son homologue du royaume de Nohr, deux pays en conflit. Corrin apparaît également de manière plus mineure dans certains épisodes ultérieurs de la série, ainsi que dans les jeux de la série Super Smash Bros. depuis l'épisode for Nintendo 3DS / for Wii U.
Dans Fire Emblem Fates, Corrin est l'avatar et seul protagoniste principal de l'histoire. C'est à travers lui que le joueur vit le scénario du jeu (raison pour laquelle la plupart des cinématiques hors du moteur de jeu sont en vue subjective) et Fates exploite cet aspect plus intensément que son prédécesseur Fire Emblem: Awakening en permettant au joueur de prendre une décision cruciale alors que la guerre éclate en début de partie : rallier les forces d'Hoshido, celles de Nohr ou refuser de prendre parti, ce qui emmène le jeu sur des rails radicalement différents tant sur le plan du scénario que du gameplay. Tout comme Daraen dans le jeu précédent, c'est aussi un personnage profondément customisable : son nom, sexe, date d'anniversaire, taille, visage, coupe et couleur de cheveux et même tonalité de voix peuvent être personnalisés. Il peut également développer sa relation avec tous les autres personnages du jeu grâce au système de soutien, permettant notamment à chaque personnage d'en épouser un autre du sexe opposé afin de donner naissance à un enfant héritant des caractéristiques de ses parents. Le joueur est ainsi fortement incité à marier Corrin à son personnage du sexe opposé favori, ce qui aboutira à la naissance d'un enfant, Kana, de sexe opposé à celui de l'avatar. Deux personnages secondaires sont également susceptibles d'épouser Corrin indépendamment de son sexe, mais aucun enfant ne naîtra de cette union en cas de romance homosexuelle.
Si Corrin est devenu une figure reconnaissable grâce à ses diverses apparitions dans les séries Fire Emblem et Super Smash Bros., sa réception critique est plus controversée, lui et de manière générale le jeu dans lequel il figure ayant la réputation de ne pas être à la hauteur du reste de la série en termes d'écriture. De plus, son inclusion par DLC dans Super Smash Bros. for Nintendo 3DS / for Wii U avant même la sortie occidentale de Fire Emblem Fates a terni sa réputation auprès d'une partie des joueurs de Super Smash Bros., cette dernière ayant plus été perçue comme une opération commerciale que comme une célébration du jeu vidéo.

## Apparence
L'apparence de Corrin est grandement personnalisable, mais quoi qu'il arrive, c'est un jeune homme ou une jeune femme portant une armure principalement grise et plus secondairement noire et blanche, et une cape bleue. Par défaut, le personnage a des cheveux d'un blond très clair, plus longs pour la version féminine, qui sont utilisés dans ses apparitions hors Fire Emblem Fates. Une particularité étonnante de Corrin est qu'il ou elle est généralement présentée pieds nus, possiblement une plaisanterie liée à l'un des reproches courant à l'encontre de Fire Emblem: Awakening, qui était que les modèles de personnages semblaient ne pas avoir de pieds. Corrin est souvent représenté armé de son épée Yato. Le choix de schéma de couleurs en nuances de gris permet de faire allusion au destin de Corrin, qui devra choisir entre Hoshido (représenté par le blanc), Nohr (représenté par le noir), ou ni l'un ni l'autre.
Lorsqu'il se transforme en dragon grâce à sa dracopierre, Corrin se transforme en reptile quadripède avec une paire d'ailes et une longue queue fine. Une sorte de heaume masque son visage, et son design et sa couleur grise lui donne une apparence cuirassée, toutefois contrastée par une certaine agilité lorsqu'il se déplace ou attaque.
Dans Fire Emblem Fates, son character design est assuré par Yūsuke Kozaki. Le cas de son doublage est plus complexe, Corrin présentant en effet plusieurs voix pour chaque sexe en japonais et an anglais, généralement jouées par différents comédiens. Après Fates, un comédien pour chaque version du personnage a été désigné pour devenir sa voix standard : en japonais, Nobunaga Shimazaki pour la version masculine et Satomi Satō pour la version féminine : en anglais, Cam Clarke pour la version masculine et Marcella Lentz-Pope  pour la version féminine.

## Personnalité
Ayant grandi dans un isolement relatif pendant presque toute sa vie, Corrin est assez ignorant du monde extérieur, ce qui se traduit par une certaine naïveté mais aussi par une certaine gentillesse. Corrin a ainsi souvent tendance à trop faire confiance aux autres, confiance parfois abusée par des individus mal intentionnés.
Corrin a également une forte aversion pour le meurtre et la violence, et son pacifisme ne l'autorise à tuer que lorsqu'il le juge nécessaire, comme face aux lieutenants ennemis méprisant la vie des innocents.

## Apparitions

### Synthèse
| Année | Jeu                                            | Plateforme                        | Jouable | Notes                                                |
| ----- | ---------------------------------------------- | --------------------------------- | ------- | ---------------------------------------------------- |
| 2015  | Fire Emblem Fates                              | Nintendo 3DS                      | Oui     |                                                      |
| 2016  | Super Smash Bros. for Nintendo 3DS / for Wii U | Nintendo 3DS / Wii U              | Oui     |                                                      |
| 2017  | Fire Emblem Heroes                             | iOS / Android                     | Oui     |                                                      |
| 2017  | Fire Emblem Echoes: Shadows of Valentia        | Nintendo 3DS                      | Non     | Illusion (Amiibo requis), avatar masculin uniquement |
| 2017  | Fire Emblem Warriors                           | Nintendo Switch, New Nintendo 3DS | Oui     |                                                      |
| 2018  | Super Smash Bros. Ultimate                     | Nintendo Switch                   | Oui     |                                                      |
| 2023  | Fire Emblem Engage                             | Nintendo Switch                   | Oui     | Emblème, avatar féminin uniquement                   |

### DansFire Emblem Fates
Dans Fire Emblem Fates, Corrin est l'enfant du roi de Valla Anankos et de la reine Mikoto. Peu après sa naissance, Mikoto quitte Valla avec son enfant et épouse en secondes noces le roi d'Hoshido Sumeragi, qui élève brièvement Corrin comme frère ou sœur de ses enfants biologiques. À la suite d'un pourparler avec le royaume ennemi de Nohr, qui était en fait une embuscade, Sumeragi est tué par les forces de Nohr et Corrin encore très jeune enlevé par le roi de Nohr Garon, qui l'adopte à son tour parmi sa famille. Corrin perd tout souvenir de ses évènements, et grandit essentiellement isolé, à l'exception de ses contacts avec ses frères et sœurs adoptifs.
Des années plus tard, au cours de sa première mission pour le roi Garon qui tourne à la catastrophe, Corrin retourne brièvement à Hoshido ou il retrouve sa mère et son ancienne famille, qu'il ne reconnaît pas. Touché par la gentillesse dont ils lui font part alors qu'il est un prince ennemi, Corrin est dévasté par la vue de la mort de sa mère par un agent de Nohr, et découvre qu'il a la faculté de se transformer en dragon. Alors que la guerre éclate entre Nohr et Hoshido, Corrin doit choisir entre soutenir la famille avec laquelle il a passé la majorité de sa vie, ou celle que sa mère a choisi et qui l'a si bien accueilli.
Dans le scénario Héritage, Corrin décide de se joindre aux forces d'Hoshido, considérant qu'il s'agit d'une nation injustement agressée par le militarisme de Nohr et de son père adoptif, le roi Garon. Au terme d'une campagne militaire qui voit la mort de deux des enfants royaux de Nohr, Corrin parvient à défaire Garon, dont il est révélé qu'il était en vérité mort depuis longtemps et remplacé par un dragon malfaisant très ancien ayant imité son apparence.
Dans le scénario Conquête, Corrin décide que malgré les crimes injustifiables de Nohr, il ne peut se résoudre à abandonner ses frères et sœurs adoptifs avec lesquels il a tout ses souvenirs, et retourne au pays. Conscient de l'immoralité du règne de Garon, et avec le soutien du reste de sa famille, il élabore un stratagème qui lui permettrait de l'éliminer. Toutefois, il ne peut prévenir la conquête d'Hoshido par l'armée de Nohr, qui voit la mort des deux fils de Sumeragi. Toutefois, la mort de Garon permet le retour de la paix.
Dans le scénario Révélation, Corrin décide de refuser de prendre parti dans la guerre opposant Hoshido et Nohr, et essaie de trouver une autre solution pour mettre fin au conflit en épargnant le plus de vies possibles. C'est cette route qui révèle à Corrin qu'il est l'enfant biologique du dragon Anankos, le roi de Valla, qui sème le chaos en possédant Garon pour déclencher une guerre entre Hoshido et Nohr et à terme anéantir l'humanité. À la mort d'Anankos, Corrin devient le nouveau roi ou reine de Valla, en ayant pu épargner ses deux familles en Nohr et Hoshido.

### Dans le reste de la sérieFire Emblem
L'amiibo à l'effigie de Corrin permet d'invoquer une illusion fantomatique de son incarnation masculine le temps d'une bataille dans Fire Emblem Echoes: Shadows of Valentia.
De plus, son incarnation féminine apparaît dans Fire Emblem Engage sous forme d'Emblème, c'est-à-dire pouvant être invoquée par une unité pour bénéficier de certaines de ses aptitudes. Son rôle dans l’histoire y est également modeste.
Corrin apparaît aussi dans ses deux versions dans certains jeux dérivés de la série, comme le jeu mobile Fire Emblem Heroes, un cross-over entre l'ensemble des jeux de la série, mais également dans Fire Emblem Warriors premier du nom, un cross-over avec la série Dynasty Warriors comprenant de nombreux personnages issus de l’univers Fire Emblem.

### Dans la sérieSuper Smash Bros.
Corrin est un personnage jouable dans Super Smash Bros. for Nintendo 3DS / for Wii U, ajouté en DLC le 3 février 2016 après avoir été annoncé le 15 décembre 2015. Son style de combat y est assez unique et éloigné des autres combattants représentant la série Fire Emblem, mêlant escrime et transformations en dragon grâce à sa dracopierre.
On le retrouve aussi dans Super Smash Bros. Ultimate, où il peut être débloqué dans le mode La Lueur du monde.